# دزیدریو گاروفو
دزیدریو گاروفو (انگلیسی: Desiderio Garufo؛ زادهٔ ۲۲ آوریل ۱۹۸۷) بازیکن فوتبال اهل ایتالیا است.
از باشگاه‌هایی که در آن بازی کرده‌است می‌توان به باشگاه فوتبال پارما، باشگاه فوتبال تراپانی، باشگاه فوتبال نووارا، و باشگاه فوتبال کاتانیا اشاره کرد.